# Abdykacja

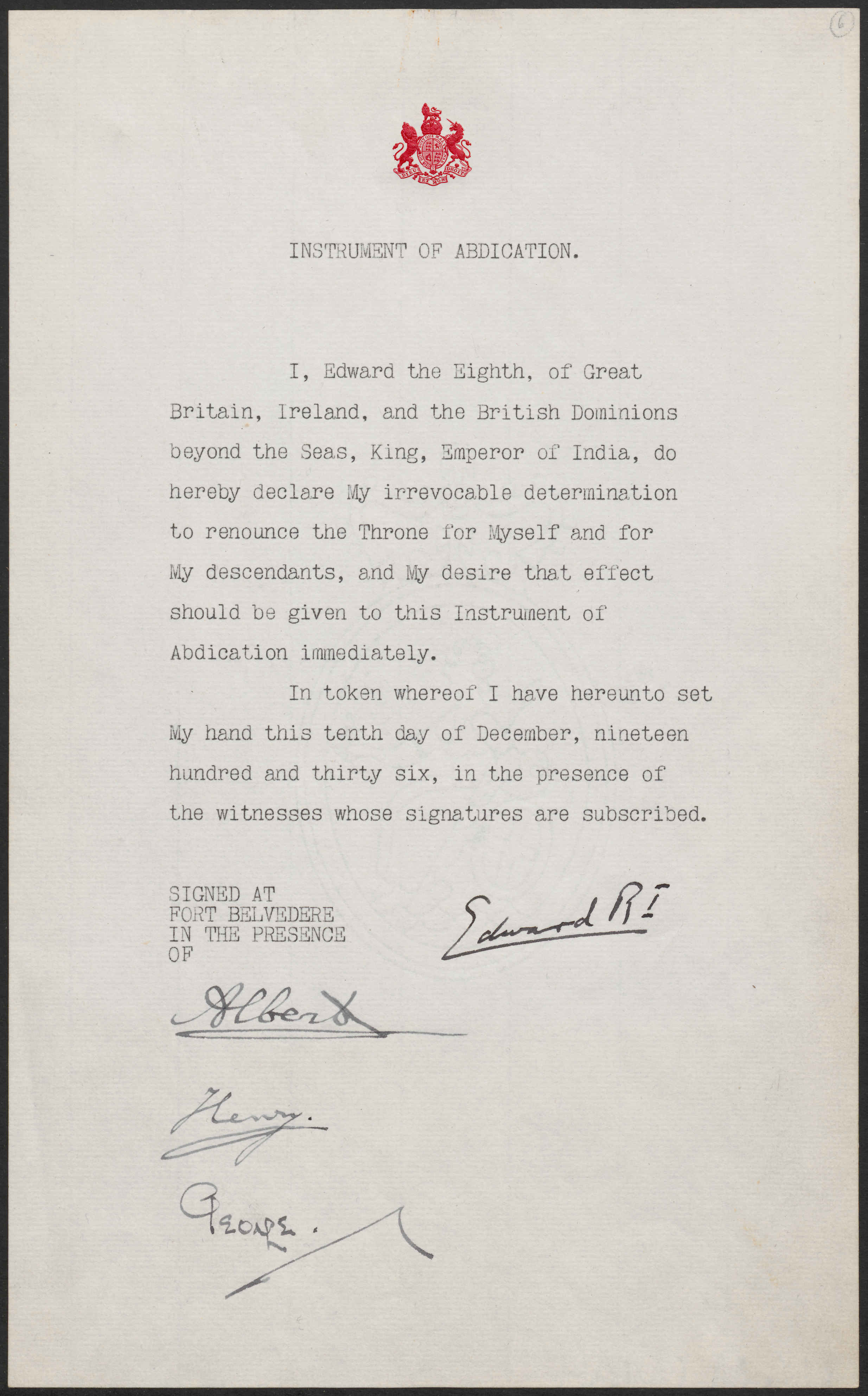
Akt abdykacji Edwarda VIII

Abdykacja (łac. abdicatio – zrzeczenie się) – przedwczesna rezygnacja panującego monarchy z tronu i zrzeczenie się przysługujących mu z tego tytułu praw. Może być dobrowolna, np. cesarza rzymskiego Dioklecjana, cesarza Karola V, królowych Niderlandów Wilhelminy, Juliany i Beatrycze, króla Jana Kazimierza, lub wymuszona przez okoliczności, uniemożliwiające dalsze skuteczne sprawowanie władzy, np. cara Mikołaja II, Gustawa IV Adolfa, Napoleona I, Wilhelma II, Edwarda VIII, Augusta Mocnego, Stanisława Leszczyńskiego, Stanisława Augusta. Pozbawienia władzy nie zaakceptowali i abdykacji nie podpisali np. cesarz Austrii i król Węgier Karol I, król Grecji Konstantyn II, car Bułgarii Symeon II, król Włoch Humbert II, którzy nadal uważali się za prawowitych monarchów.

## Władcy, którzy abdykowali (przykłady)
| Tytuł                                                     | Imię monarchy                      | Wizerunek | Data wstąpienia na tron | Data abdykacji                         | Przyczyna abdykacji, uwagi |
| --------------------------------------------------------- | ---------------------------------- | --------- | ----------------------- | -------------------------------------- | --- |
| Cesarz Rzymski                                            | Dioklecjan                         |           | 284                     | 1 maja 305                             | Abdykował z powodu pogarszającego się stanu zdrowia i wieku. |
| Cesarz Rzymski                                            | Maksymian                          |           | 286                     | 1 maja 305                             | Abdykował zgodnie z zasadami tetrarchii. |
| Król Essex                                                | Offa                               |           | ?                       | 709                                    | Nie wiadomo, co skłoniło Offę do abdykowania, udania się do Rzymu i wstąpienia tam do klasztoru. Być może rzeczywiście wybrał życie zakonne, a być może był to rodzaj politycznej banicji.                                                                          |
| Król Mercji                                               | Cenred                             |           | 704                     | 709                                    | Abdykował, by udać się do Rzymu i wstąpić tam do klasztoru (razem z nim udał się Offa z Essexu). |
| Cesarz bizantyjski                                        | Michał VI Stratiotikos             |           | 1056                    | 31 sierpnia 1057                       | Patriarcha Konstantynopola – Michał Keroularios przekonał go, aby abdykował na korzyść Izaaka Komnena, który wszczął bunt w celu detronizacji cesarza. Cesarz wysłuchał jego rady i został mnichem.                                                                 |
| Cesarz bizantyjski                                        | Izaak I Komnen                     |           | 1057                    | 22 listopada 1059                      | Pod wpływem choroby uznanej za śmiertelną złożył godność cesarską i wycofał się do klasztoru Studion. |
| Cesarz bizantyjski                                        | Michał VII Dukas                   |           | 1071                    | 31 marca 1078                          | Wystąpienie zbrojne przeciwko niemu zakończone obwołaniem Nicefora Botaniatesa cesarzem. |
| Cesarz rzymski                                            | Henryk IV Salicki                  |           | 1056                    | 31 grudnia 1106                        | Abdykował po opuszczeniu go przez ostatnich stronników podczas kolejnej skierowanej przeciwko jego panowaniu wojnie domowej. |
| Król Danii                                                | Eryk III Jagnię                    |           | 1137                    | 1146                                   | Powodem abdykacji była głęboka religijność króla, która skłoniła go do wstąpienia do klasztoru w Odense, gdzie wkrótce zmarł. |
| Król Czech                                                | Władysław II                       |           | 1140                    | 1172                                   | Konflikty z Cesarzem i szlachtą. Chęć zapewnienia następstwa tronu dla syna – Fryderyka. |
| Wielki Żupan Raszki                                       | Stefan Nemania                     |           | 1170                    | 1196                                   | Chęć wstąpienia do klasztoru. |
| Król Zety                                                 | Wukan Nemanicz                     |           | ok. 1196                | 1208                                   | Przyczyny abdykacji Wukana nie są znane. Być może przekazując władzę nad Zetą w ręce syna jeszcze za swego życia chciał zabezpieczyć jego prawa do tronu. |
| Król Szkocji                                              | Jan Balliol                        |           | 1292                    | 10 lipca 1296                          | Zmuszony do abdykacji przez posiadającego roszczenia do tronu Szkocji króla Anglii Edwarda I. |
| Król Anglii                                               | Edward II                          |           | 1307                    | 24 stycznia 1327                       | Zmuszony do abdykacji przez opozycję możnych na czele z królową Izabelą oraz Rogerem Mortimerem. |
| Cesarz bizantyjski                                        | Jan VI Kantakuzen                  |           | 1347                    | 4 grudnia 1354                         | Klęska w wojnie domowej i inne niepowodzenia spowodowały abdykację cesarza i jego wstąpienie do klasztoru w Konstantynopolu. |
| Król Anglii                                               | Ryszard II                         |           | 1377                    | 29 września 1399                       | Zmuszony do abdykacji przez opozycję możnych. |
| Sułtan osmański                                           | Murad II                           |           | 1421                    | 1444                                   | Po przegranym starciu pod dowództwem Jana Hunyadyego został zmuszony do abdykacji na rzecz syna. Powrócił na tron w 1446 (panował do 1451). |
| Sułtan osmański                                           | Bajazyd II                         |           | 1481                    | 25 kwietnia 1512                       | Zmuszony do abdykacji przez syna Selima I. |
| Cesarz rzymski, Arcyksiążę Austrii, Król Hiszpanii        | Karol V (I) Habsburg               |           | 1516                    | 12 września 1556                       | Własna decyzja. |
| Królowa Szkocji                                           | Maria I Stuart                     |           | 1542                    | 24 lipca 1567                          | Zmuszona do abdykacji przez możnych. |
| 1) Król Węgier, Arcyksiążę Austrii 2) Król Czech          | Rudolf II                          |           | 1576                    | 1) 25 czerwca 1608 2) 1611             | Opór ze strony rodziny, zwłaszcza ze względu na chorobę psychiczną Rudolfa. |
| Królowa Szwecji                                           | Krystyna Waza                      |           | 1632                    | 6 czerwca 1654                         | Katolickie wyznanie wiary królowej w protestanckiej Szwecji. |
| Książę Modeny i Reggio                                    | Alfons III d’Este                  |           | 1628                    | koniec lipca 1629                      | Chęć wstąpienia do klasztoru. |
| Król Polski, wielki książę litewski                       | Jan II Kazimierz Waza              |           | 1648                    | 16 września 1668                       | Jan Kazimierz miał dość dalszego panowania, więc rozgoryczony po rokoszu Lubomirskiego i śmierci żony zrzekł się tronu. |
| Król Polski, wielki książę litewski                       | August II Mocny                    |           | 1697                    | 24 września 1706                       | Zrzekł się tronu na rzecz Stanisława Leszczyńskiego na mocy pokoju w Altranstädt, kończącego pierwszą fazę III wojny północnej. Przywrócony na tron w wyniku przegranej przez Szwecję bitwy pod Połtawą (1709), formalnie dokonała tego Walna Rada Warszawska 1710. |
| Król Hiszpanii                                            | Filip V                            |           | 1700                    | 14 stycznia 1724                       | Abdykował z powodu pogłębiającej się melancholii. Powrócił na tron po śmierci syna jeszcze w 1724 roku. |
| Król Sardynii Książę Sabaudii                             | Wiktor Amadeusz II                 |           | 1675                    | 3 września 1730                        | Zawarcie morganatycznego małżeństwa i życie z nową małżonką z dala od spraw państwowych. |
| Sułtan osmański                                           | Ahmed III                          |           | 1703                    | 20 września 1730                       | Przewrót pałacowy dokonany przez janczarów. |
| Król Neapolu Król Sycylii                                 | Karol VII (Karol IV na Sycylii)    |           | 1731                    | 6 października 1759                    | Abdykował z tronów Neapolu i Sycylii na rzecz swojego trzeciego syna – Ferdynanda, po bezdzietnej śmierci przyrodniego brata – Ferdynanda VI, po którym Karol odziedziczył tron Hiszpanii (gdzie panował jako Karol III).                                           |
| Książę Monako                                             | Jakub I Grimaldi                   |           | 1731                    | 7 listopada 1733                       | Brak legalnych podstaw do sprawowania władzy według Monakijczyków. |
| Cesarz Chin                                               | Qianlong                           |           | 1736                    | 7 lutego 1795                          | Jako oficjalny powód abdykacji cesarz podał niechęć do przewyższenia długością panowania podziwianego przez siebie cesarza Kangxi. |
| Król Polski, wielki książę litewski                       | Stanisław August Poniatowski       |           | 1764                    | 25 listopada 1795                      | Praktycznie abdykował tylko formalnie, gdyż państwo polskie przestało wtedy istnieć na skutek rozbiorów. |
| Król Sardynii                                             | Karol Emanuel IV                   |           | 1796                    | 4 czerwca 1802                         | Śmierć żony. |
| Król Hiszpanii                                            | Karol IV Burbon                    |           | 1788                    | 19 marca 1808                          | Abdykował po buncie w Aranjuez, w wyniku którego do więzienia dostał się faworyt króla Manuel Godoy. Swoją decyzją chciał doprowadzić do jego uwolnienia. |
| 1) Król Neapolu 2) Król Hiszpanii                         | Józef Bonaparte                    |           | 1) 1806 2) 1808         | 1) 6 czerwca 1808 2) 7 stycznia 1814   | 1) Przejęcie korony Hiszpanii. 2) Zmuszony do abdykacji po utracie Hiszpanii w 1813. |
| Król Szwecji                                              | Gustaw IV Adolf                    |           | 1815                    | 28 marca 1809                          | Detronizacja. |
| Król Holandii                                             | Ludwik I Bonaparte                 |           | 1806                    | 1 lipca 1810                           | Próba ratowania tronu dla syna po zaognieniu się konfliktu z bratem, cesarzem Napoleonem. |
| Cesarz Francuzów, król Włoch                              | Napoleon I Bonaparte               |           | 1799/1804               | 1) 6 kwietnia 1814 2) 22 czerwca 1815  | 1) Zmuszony do abdykacji po klęsce w wojnie z koalicją antynapoleońską. 2) Zmuszony do abdykacji po zakończeniu tzw. 100 dni Napoleona. |
| Król Sardynii                                             | Wiktor Emanuel I                   |           | 1802                    | 12 marca 1821                          | Wybuch liberalnej rewolucji na terenie królestwa. |
| 1) Król Portugalii 2) Cesarz Brazylii                     | Piotr I                            |           | 1) 1826 2) 1822         | 1) 28 maja 1826 2) 7 kwietnia 1831     | 1) Zmuszony do abdykacji z tronu metropolii na rzecz swej córki Marii II. 2) Kryzys polityczny, który nastąpił po odwołaniu rządu przez cesarza. |
| Król Francji                                              | Karol X                            |           | 1824                    | 2 sierpnia 1830                        | Efekt rewolucji lipcowej. |
| Król Portugalii                                           | Michał I Uzurpator                 |           | 1828                    | 26 maja 1834                           | Pozbawienie tronu uzurpatorskiego władcy. |
| Książę Serbii                                             | Miłosz I Obrenowić                 |           | 1817                    | 25 czerwca 1839                        | W 1858 powrócił na tron. |
| Król Niderlandów                                          | Wilhelm I                          |           | 1792                    | 7 października 1840                    | Sprzeciw wobec zmian w Konstytucji ograniczających władzę monarszą. |
| Król Francuzów                                            | Ludwik Filip I                     |           | 1830                    | 24 lutego 1848                         | Wydarzenia związane z Wiosną Ludów we Francji. |
| Król Bawarii                                              | Ludwik I                           |           | 1825                    | 20 marca 1848                          | Wydarzenia związane z Wiosną Ludów w Niemczech. |
| Cesarz Austriacki                                         | Ferdynand I                        |           | 1835                    | 2 grudnia 1848                         | Wydarzenia związane z Wiosną Ludów w Austrii. |
| Król Sardynii                                             | Karol Albert                       |           | 1831                    | 23 marca 1849                          | Przegrana wojna z Austrią. |
| Książę Parmy                                              | Karol II                           |           | 1847                    | 17 maja 1849                           | Abdykował na rzecz syna po stłumieniu rewolucji w księstwie. |
| Królowa Hiszpanii                                         | Izabela II                         |           | 1833                    | 28 czerwca 1870                        | Detronizacja. |
| Król Hiszpanii                                            | Amadeusz I Sabaudzki               |           | 1870                    | 11 lutego 1873                         | Niechęć do Hiszpanii. |
| Książę Bułgarii                                           | Aleksander I Battenberg            |           | 1879                    | 1) 21 sierpnia 1886 2) 6 września 1886 | 1) Abdykacja wymuszona przez prorosyjskich oficerów. 2) Dobrowolna abdykacja z powodu słabej pozycji w kraju. |
| Król Serbii                                               | Milan I Obrenowić                  |           | 1868                    | 6 marca 1889                           | Nieznana przyczyna. |
| Cesarz Rosji                                              | Mikołaj II                         |           | 1894                    | 15 marca 1917                          | Rewolucja lutowa 1917. |
| Car Bułgarii                                              | Ferdynand I                        |           | 1887                    | 3 października 1918                    | Przegrana Bułgarii w I wojnie światowej. |
| Król Bawarii                                              | Ludwik III                         |           | 1912                    | 7 listopada 1918                       | Proklamacja republiki. |
| Wielki książę Oldenburga                                  | Fryderyk August II                 |           | 1900                    | 11 listopada 1918                      | Proklamacja republiki. |
| Król Saksonii                                             | Fryderyk August III                |           | 1904                    | 13 listopada 1918                      | Proklamacja republiki. |
| Cesarz Niemiecki, Król Prus                               | Wilhelm II                         |           | 1888                    | 28 listopada 1918                      | Proklamacja republiki. |
| Król Wirtembergii                                         | Wilhelm II                         |           | 1891                    | 30 listopada 1918                      | Proklamacja republiki. |
| Wielka Księżna Luksemburga                                | Maria Adelajda                     |           | 1912                    | 14 stycznia 1919                       | Niepopularność, apel parlamentu. |
| Król Grecji                                               | Konstantyn I                       |           | 1913                    | 27 września 1922                       | Rewolucja 11 września 1922. |
| Król Wielkiej Brytanii i Irlandii Północnej, cesarz Indii | Edward VIII                        |           | 20 stycznia 1936        | 11 grudnia 1936                        | Brak zgody parlamentu na małżeństwo z Wallis Simpson. |
| Król Rumunii                                              | Karol II                           |           | 1930                    | 6 września 1940                        | Przejęcie władzy dyktatorskiej przez Iona Antonescu. |
| Szach Iranu                                               | Reza Szah Pahlawi                  |           | 1925                    | 16 września 1941                       | Zmuszony do abdykacji w wyniku interwencji ZSRR i Wielkiej Brytanii spowodowanej niebezpieczeństwem podjęcia współpracy z III Rzeszą. |
| Król Chorwacji                                            | Tomisław II                        |           | 1941                    | 31 lipca 1943                          | Kapitulacja wojsk włoskich. |
| Król Włoch                                                | Wiktor Emanuel III                 |           | 1900                    | 9 maja 1946                            | Próba ratowania instytucji monarchii we Włoszech. |
| Król Rumunii                                              | Michał I                           |           | 1930                    | 30 grudnia 1947                        | Zmuszony przez komunistów. |
| Królowa Niderlandów                                       | Wilhelmina                         |           | 1890                    | 4 września 1948                        | Podeszły wiek. |
| Król Belgów                                               | Leopold III                        |           | 1934                    | 16 lipca 1951                          | Protesty i krytyka spowodowana jego kontrowersyjnymi działaniami podczas II wojny światowej. |
| Król Egiptu i Sudanu                                      | Faruk I                            |           | 1936                    | 26 lipca 1952                          | Rewolucja w Egipcie w 1952. |
| Król Jordanii                                             | Talal ibn Abdullah                 |           | 1951                    | 10 sierpnia 1952                       | Zły stan zdrowia (schizofrenia). |
| Król Kambodży                                             | Norodom Sihanouk                   |           | 1) 1941 2) 1993         | 1) 2 marca 1955 2) 7 października 2004 | 2) Zły stan zdrowia. |
| Wielka Księżna Luksemburga                                | Szarlotta                          |           | 14 stycznia 1919        | 12 listopada 1964                      | Podeszły wiek. |
| Królowa Niderlandów                                       | Juliana                            |           | 1948                    | 30 kwietnia 1980                       | Podeszły wiek. |
| Wielki Książę Luksemburga                                 | Jan                                |           | 1964                    | 7 października 2000                    | Podeszły wiek. |
| Emir Kuwejtu                                              | Saad al-Abdallah al-Salim Al Sabah |           | 2006                    | 24 stycznia 2006                       | Zły stan zdrowia (m.in. nowotwór jelita grubego). |
| Król Bhutanu                                              | Jigme Singye Wangchuck             |           | 24 lipca 1972           | 14 grudnia 2006                        | Zapoczątkowanie reform politycznych |
| Królowa Niderlandów                                       | Beatrycze                          |           | 1980                    | 30 kwietnia 2013                       | Podeszły wiek. |
| Emir Kataru                                               | Hamad ibn Chalifa Al Sani          |           | 1995                    | 25 czerwca 2013                        | Podeszły wiek. |
| Król Belgów                                               | Albert II                          |           | 1993                    | 21 lipca 2013                          | Podeszły wiek. |
| Król Hiszpanii                                            | Jan Karol I                        |           | 22 listopada 1975       | 19 czerwca 2014                        | Podeszły wiek, skandale finansowe. |
| Cesarz Japonii                                            | Akihito                            |           | 7 stycznia 1989         | 30 kwietnia 2019                       | Podeszły wiek. |
| Królowa Danii                                             | Małgorzata II                      |           | 14 stycznia 1972        | 14 stycznia 2024                       | Podeszły wiek. |

## Abdykacja a papiestwo
Termin abdykacja nie jest znany prawu kanonicznemu – zrzeczenie się władzy przez papieża określa się terminem renuntiatio (kan. 332).